# Осложнения беременности
Осложнения беременности — нарушения здоровья, возникающие во время беременности, в том числе во время родов и в послеродовой период. К ним относятся как новые, так и предшествующие беременности паталогии. Осложнения, возникающие во время родов, называются осложнениями родов и родоразрешения, а после родов — послеродовыми расстройствами. Хотя многие симптомы беременности представляют собой ожидаемые изменения, некоторые требуют дальнейшего изучения.
К распространённым видам осложнений относятся высокое кровяное давление при беременности, включая преэклампсию, гестационный диабет, преждевременные роды, послеродовую депрессию, выкидыш, мертворождение, инфекции, в том числе во время беременности и после родов, железодефицитную анемию и рвоту беременных. К другим возможным осложнениям относятся образование тромбов, внематочная беременность, отслойка плаценты и холестаз беременных. Предшествующие заболевания включают эпилепсию, астму, мигрень и заболевания щитовидной железы. Для выявления или профилактики ряда проблем могут проводиться пренатальные исследования.
Осложнения беременности, в частности тяжёлая материнская заболеваемость, по состоянию на 2011 год наблюдаются примерно у 1,6 % беременных женщин в США. и у 1,5 % беременных женщин в Канаде. В 2020 году осложнения стали причиной 287 000 случаев материнской смертности по всему миру, причем около 95 % из них приходились на развивающиеся страны, в частности страны Африки к югу от Сахары. Почти у всех женщин после родов возникают те или иные проблемы, такие как боли в пояснице, нарушения молочных желез, геморрой, тошнота и усталость. Через шесть месяцев после родов о проблемах со здоровьем сообщают около трети женщин.